# Blåstjerne (slægt)
Blåstjerne (Sherardia) er en monotypisk slægt, der er udskilt af Snerre. Alle kendetegn, udbredelsesoplysninger osv. er derfor identiske med oplysningerne om den ene art. Derfor henvises der til denne.
| Beskrevne arter |

- Blåstjerne (Sherardia arvensis)

Note
1. ↑  Germplasm Resources Information Network (GRIN): Species Records of Sherardia (engelsk)